# Seqocrypta jakara
Seqocrypta jakara is een spinnensoort uit de familie Barychelidae. De soort komt voor in Queensland en New South Wales.